# Чебанов, Вениамин Карпович
Вениамин Карпович Чебанов (Воссиятское, УССР, 28 августа 1925 — 11 января 2023) — советский и российский художник, член Союза художников СССР/России, заслуженный художник России (1995), народный художник России (2007), почётный житель Новосибирска (2018).

## Биография
Родился 28 августа 1925 года в Воссиятском селе Украинской ССР.
В 1935 году переехал в Новосибирск. С 1942 года работал слесарем в паровозном депо на Инской станции.
С 1943 по 1944 год был курсантом Новосибирского военно-пехотного училища; после завершения учёбы отправлен лейтенантом на 1-й Украинский фронт. Участвовал в Великой Отечественной войне вплоть до её окончания (командовал стрелковым взводом, ротой), получил два ранения и дважды — контузию. После разгрома немецкой армии проходил службу в Центральной группе войск. Демобилизован в 1947 году в капитанском звании (по другим данным — в звании старшего лейтенанта).
В послевоенное время трудился на Новосибирском стрелочном заводе; учился на архитектурном факультете Новосибирского инженерно-строительного института (1953—1954) и в Иркутском художественном училище (1954—1956).
Сотрудник Новосибирского книжного издательства, оформил иллюстрациями свыше 90 книг, некоторые из них получили дипломы республиканского и всесоюзного книжных конкурсов.
Принимал участие в выставках областного, зонального, республиканского, всесоюзного и международного значения.
Член правления Союза художников Новосибирска и Союза художников РСФСР, председатель Новосибирского отделения Союза художников (1977—1979).
Депутат Новосибирского горсовета народных депутатов; участник I—VI съездов Союза художников СССР, а также II—V съездов Союза художников РСФСР.
Умер 11 января 2023 года. Похоронен на Инском кладбище Новосибирска.
Произведения Чебанова хранятся в частных собраниях Новосибирска, Америки, Германии, Финляндии, Болгарии, Польши и Франции.

## Некоторые работы

### Портреты
- «Портрет горнового Денисенко» (1972);
- «Портрет горнового Самарина» (1972);
- «Портрет механизатора П. Н. Коновалова» (1980);
- «Портрет академика Е. Н. Мешалкина» (1981)[2];

### Триптихи
- «41-й год» (акварель, 1985);
- «Дружба, свобода и любовь» (к 200-летию А. С. Пушкина, 1985—1999)[1];

### Серии
- «Университет готов» (линография, 1963);
- «По дорогам войны» (гуашь, акварель, 1964);
- «Годы войны» (линография, диплом и премия Совмина РСФСР, 1966);
- «Земля и люди» (линография, диплом и премия СХ СССР, 1969);
- «ЗапСиб» (линография, 1973)[1].

#### Работы о Великой Отечественной войне
- «Вышли из окружения»;
- «Бранденбургские ворота»;
- «В освобождённом селе»;
- «Взводный»;
- «За павших и живых»;
- «Возвращение из безвестия»;[1].

#### Работы о Чеченской войне (1992—2002)
- «Дружба народов» (1991);
- «В зоне общечеловеческих ценностей»;
- «Проводы»;
- «Смерть товарища»;
- «Блок-пост»;
- «Русские женшины»;
- «Поминовение»
- «Проводы» (1995—2002)[1].

## Работы о художнике
В 1984 году в Западно-Сибирском издательстве вышла монография «График Вениамин Чебанов».

## Награды и премии
- Орден Почёта (5 июня 2021 года) — за многолетнюю активную общественную деятельность[4].
- Орден Красной Звезды[1][2].
- Орден Отечественной войны I степени[1][2].
- Медали («За Отвагу»)[1][2].
- Народный художник Российской Федерации (25 июля 2007 года) — за большие заслуги в области изобразительного искусства[5].
- Заслуженный художник Российской Федерации (25 апреля 1995 года) — за заслуги в области искусства[6].
- В 1966 году удостоен премии и диплома Совета министров РСФСР, в 1969 году получил премию и диплом Союза художников СССР[2].